# Prefectura de Yamanashi
La prefectura de Yamanashi (山梨県 Yamanashi-ken?) está ubicada en la región de Chūbu sobre la isla de Honshū en Japón. La capital es la ciudad de Kōfu.

## Historia
La prefectura de Yamanashi se conocía como la provincia de Kai antes de la Restauración Meiji. Durante la Era Sengoku, era el dominio del daimyō Takeda Shingen.
La capital de Kōfu sufrió un bombardeo masivo durante la Segunda Guerra Mundial. La prefectura de Yamanashi era un centro de la industria de cristal japonesa.

## Geografía
Yamanashi es una prefectura sin litoral que se limita con las prefecturas de Tōkyō, Kanagawa, Saitama, Shizuoka, y Nagano. El monte Fuji se ubica en la frontera sur con Shizuoka. Las montañas impiden la entrada de aire húmedo, lo cual hace que con solo 1100 mm de precipitación anual, Yamanashi sea la prefectura con el nivel de precipitación más bajo del Japón.

### Ciudades
- Chūō
- Fuefuki
- Fujiyoshida
- Hokuto
- Kai
- Kōfu (capital)
- Kōshū
- Minami-Alps
- Nirasaki
- Ōtsuki
- Tsuru
- Uenohara
- Yamanashi

### Distritos
| - Kitatsuru - Kosuge - Tabayama - Minamikoma - Hayakawa - Fujikawa - Minobu - Nanbu | - Minamitsuru - Dōshi - Fujikawaguchiko - Narusawa - Nishikatsura - Oshino - Yamanakako | - Nakakoma - Shōwa - Nishiyatsushiro - Ichikawamisato |

## Economía
La prefectura de Yamanashi disfruta de una base industrial de tamaño considerable en la ciudad de Kōfu y sus alrededores, y los sectores de la producción joyería y la robótica son particularmente prominentes. Se hallan muchos granjas y viñedos en el área circundante. La prefectura de Yamanashi posee una de las tasas de producción de frutas más altas de todo el Japón, y es el líder doméstico de producción de uvas, melocotones, ciruelos, y vino. Además, casi 40% del agua botellada en Japón proviene de Yamanashi, particularmente de las áreas de los Alpes Japoneses Meridionales, el monte Fuji, y la montaña Mitsutōge.

## Símbolos de la prefectura
Simboliza el ideograma 山 (yama) dentro del Monte Fuji. El morado representa la uva, típica de la región.